# Saint-Augustin (Corrèze)
Saint-Augustin è un comune francese di 451 abitanti situato nel dipartimento della Corrèze nella regione della Nuova Aquitania.

## Società

### Evoluzione demografica
Abitanti censiti